# Leucophora aurantifrons
Leucophora aurantifrons este o specie de muște din genul Leucophora, familia Anthomyiidae, descrisă de Fan și Zhong în anul 1984. Conform Catalogue of Life specia Leucophora aurantifrons nu are subspecii cunoscute.